# 得農省
得農省，又譯達農省、多農省，是原越南西原的一个省，省莅嘉义市。

## 名称
“得农省”（Đắk Nông）省名来自墨侬语，意为“墨侬族地区的河流”。

## 地理
得農省北與多樂省、柬埔寨相鄰，南接林同省，西鄰平福省，省莅位於嘉义市。

## 歷史
法屬時期，得農省屬於得勒省。二戰後，得農省作為得勒省的一部分併入自治政權南印度支那上游地區。1950年，越南國國長保大在西原成立皇朝疆土，得農省隸屬得勒省。1959年1月23日，越南共和國設立廣德省，今得農省大部分地區屬於廣德省管轄。廣德省下轄德立郡、建德郡和謙德郡3郡。
1975年11月，越南南方共和国将广德省并入多乐省。得农省区域分为得农县、得明县和克容诺县3县。
1986年2月22日，多乐省得农县析置得热勒县。
1990年6月19日，多乐省邦美蜀市社和得明县析置格桔县。
2001年6月21日，多乐省得农县和得明县析置得双县。
2003年11月26日，多乐省析置得农省；得农省下辖得热勒县、得农县、得双县、得明县、克容诺县和格桔县6县，省莅得农县嘉义市镇。
2004年1月1日，得农省正式挂牌成立，同年1月2日，克容诺县2社划归多乐省勒县管辖，格桔县3社划归多乐省邦美蜀市管辖。
2005年6月27日，得农县析置嘉义市社，并更名为得格朗县。
2006年11月22日，得热勒县析置绥德县。
2015年2月12日，嘉义市社被评定为三级城市。
2019年12月17日，嘉义市社改制为嘉义市。
2021年1月12日，得明县部分区域划归格桔县管辖。
2025年7月1日併入林同省後走入歷史。

## 行政區劃
得農省下轄1市7縣，省莅嘉義市。
- 嘉義市（Thành phố Gia Nghĩa）
- 格桔縣（Huyện Cư Jút）
- 得格朗縣（Huyện Đăk Glong）
- 得明縣（Huyện Đăk Mil）
- 得熱勒縣（Huyện Đăk R'lâp）
- 得雙縣（Huyện Đăk Song）
- 克容諾縣（Huyện Krông Nô）
- 綏德縣（Huyện Tuy Đức）

## 教育
- 嘉義大學（Đại học thị xã Gia Nghĩa）

## 經濟
得農省盛產鋁土礦。越南首家氧化鋁廠就在得農省的仁機工業區興建，是一家與外資合營的公司。
農產：咖啡、腰果、波蘿蜜、榴槤、胡椒、橡膠。
礦產：鋁土礦、鋁金屬。
畜牧：豬、雞、黃牛、水牛、山羊。

## 外部連結
- 得农省电子信息门户网站 （页面存档备份，存于）（越南文）